# Gậy hỗ trợ tự chụp ảnh

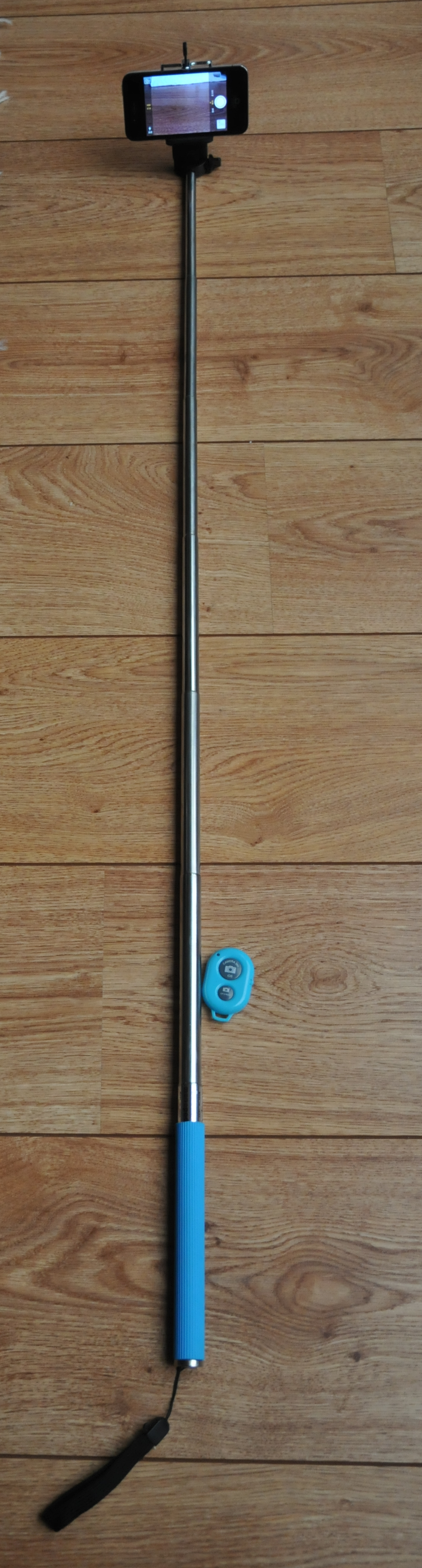
Một cây gậy hỗ trợ tự chụp ảnh có gắn điện thoại thông minh ở một đầu

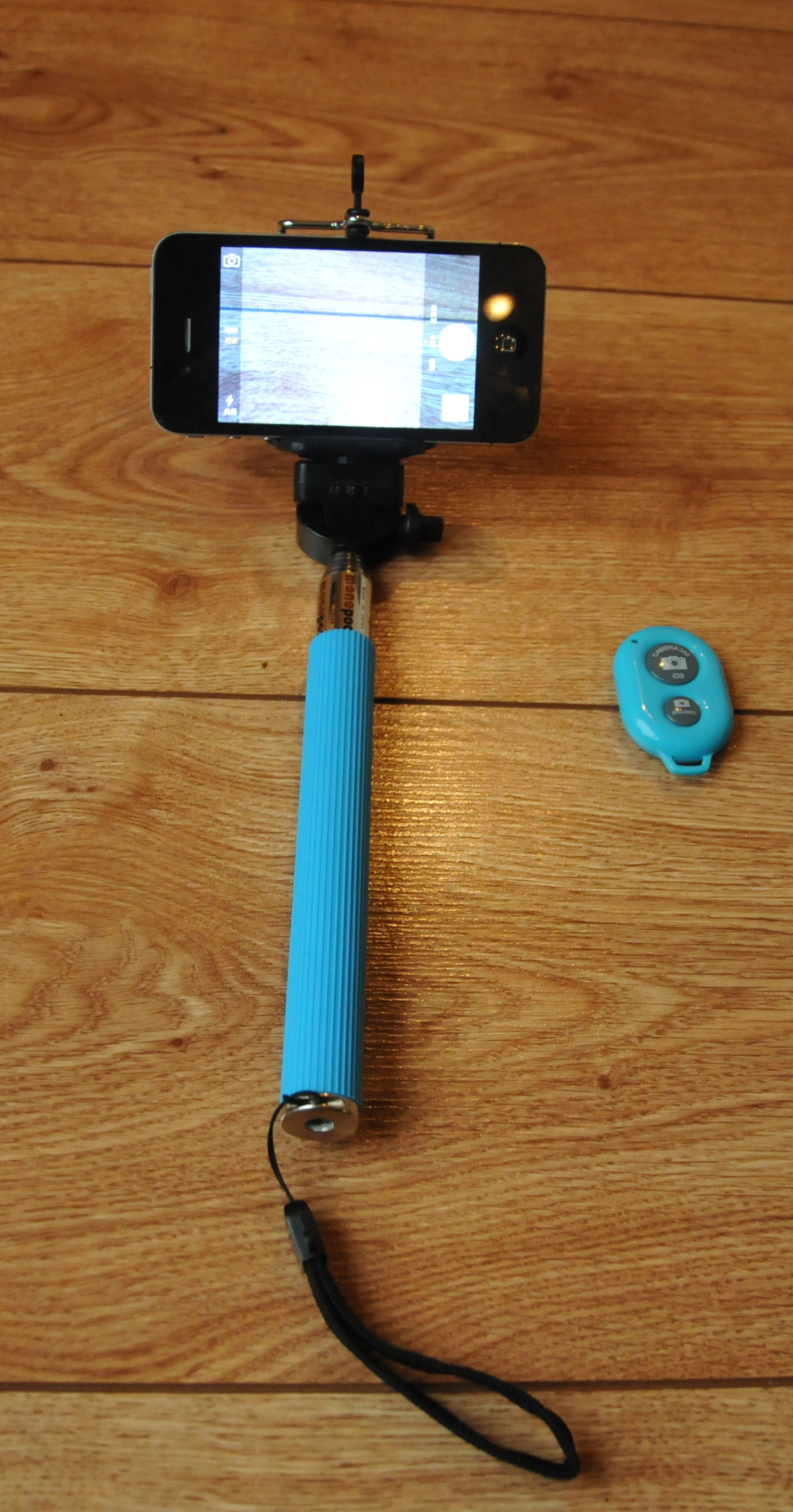
Gậy hỗ trợ tự chụp ảnh khi thu gọn

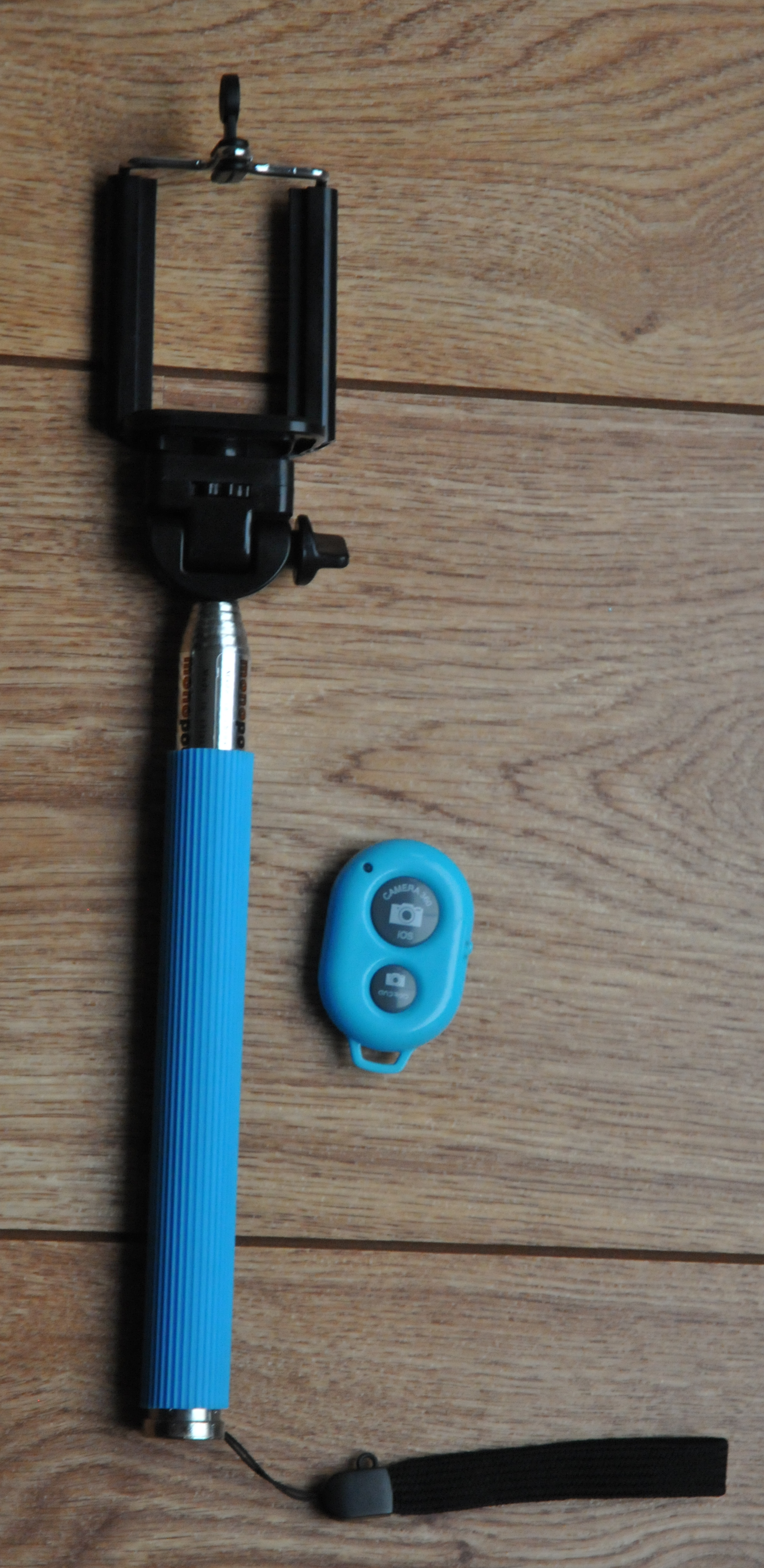
Gây hỗ trợ tự chụp ảnh khi chưa gắn điện thoại thông minh

Gậy hỗ trợ việc tự chụp ảnh hay còn gọi là Gậy chụp ảnh tự sướng, gậy tự sướng, gậy tự chụp hình (tiếng Anh: monopod, selfie stick) là một dụng cụ hỗ trợ tự chụp hình bằng điện thoại di động bằng cách đặt một điện thoại thông minh hoặc máy ảnh vượt ra ngoài phạm vi bình thường của cánh tay. Sản phẩm đã được liệt kê trong danh sách 25 phát minh tốt nhất của tạp chí Time năm 2014 và được giới trẻ rất ưa chuộng.
Giám đốc điều hành của nhà bán lẻ hàng điện tử trực tuyến của Úc Kogan.com tung ra một "gậy hỗ trợ tự chụp ảnh Zuckerberg" vào năm 2013, để gửi cho Mark Zuckerberg, người mà anh đã nói chưa bao giờ công khai đăng một bức ảnh tự chụp.
Trong năm 2014, cơ quan quản lý phát thanh của Hàn Quốc đã ban hành hướng dẫn về việc bán gậy hỗ trợ tự chụp ảnh sử dụng công nghệ bluetooth để kích hoạt máy ảnh, như bất kỳ thiết bị như vậy được bán tại Hàn Quốc được coi là một "thiết bị viễn thông" và phải được kiểm tra bằng cách đăng ký với cơ quan có thẩm quyền. Ở Hàn Quốc, những người kinh doanh "gậy hỗ trợ tự chụp ảnh" nếu chưa được kiểm duyệt về chất lượng mà bị phát hiện có thể bị phạt khoảng 27.000 USD  (567 triệu đồng) hoặc nặng hơn nữa là ngồi tù.

## Cấu tạo
Cây gậy hỗ trợ tự chụp ảnh bằng kim loại có khả năng kéo dài được, với một tay cầm một đầu và một kẹp điều chỉnh ở đầu bên kia để giữ một điện thoại tại chỗ. Cây gậy có thể được kéo dài đến 1 mét, khi thu gọn chỉ khoảng 20 cm, trọng lượng khoảng 120g vì vậy rất tiện lợi cho người sử dụng. Tuy nhiên với chiều dài 1 mét, người chụp ảnh có thể dễ bị rung tay đi chụp ảnh.
Một số loại gậy có điều khiển từ xa, bluetooth hoặc wifi, cho phép người sử dụng quyết định thời điểm chụp ảnh, và có một gương phía sau xem màn hình để việc chụp ảnh tiện lợi thông qua các nút điều khiển ở một đầu tay cầm. Gây hỗ trợ tự chụp ảnh tích hợp được với đa số nhiều loại điện thoại thông minh phổ biến hiện nay.

## Mục đích
Mục đích của gậy giúp một cá nhân hoặc nhóm nhỏ vài người có thể chụp được nhiều ảnh tự chụp ở góc rộng hơn. mà không cần phải nhờ đến sự hỗ trợ của người khác. Đôi khi việc sử dụng gây hỗ trợ tự chụp ảnh làm mọi người xung quanh tại những nơi công cộng cảm thấy khá kì quặc.

## Các chỉ trích
Nhiều lo ngại cho rằng gây hỗ trợ tự chụp ảnh có thể bị kẻ xấu lạm dụng để chụp những tấm ảnh phản cảm như chụp ảnh phụ nữ trong phòng tắm, phòng thay đồ, nhà vệ sinh hay chụp ảnh dưới váy phụ nữ rồi đưa lên internet.
Bluetooth của gậy hỗ trợ tự chụp ảnh được cho là có thể làm nhiễu sóng thông tin liên lạc tuy nhiên điều này không có cơ sở vì bluetooth thường phát ra tín hiệu yếu và khoảng cách ngắn.

## Bị cấm

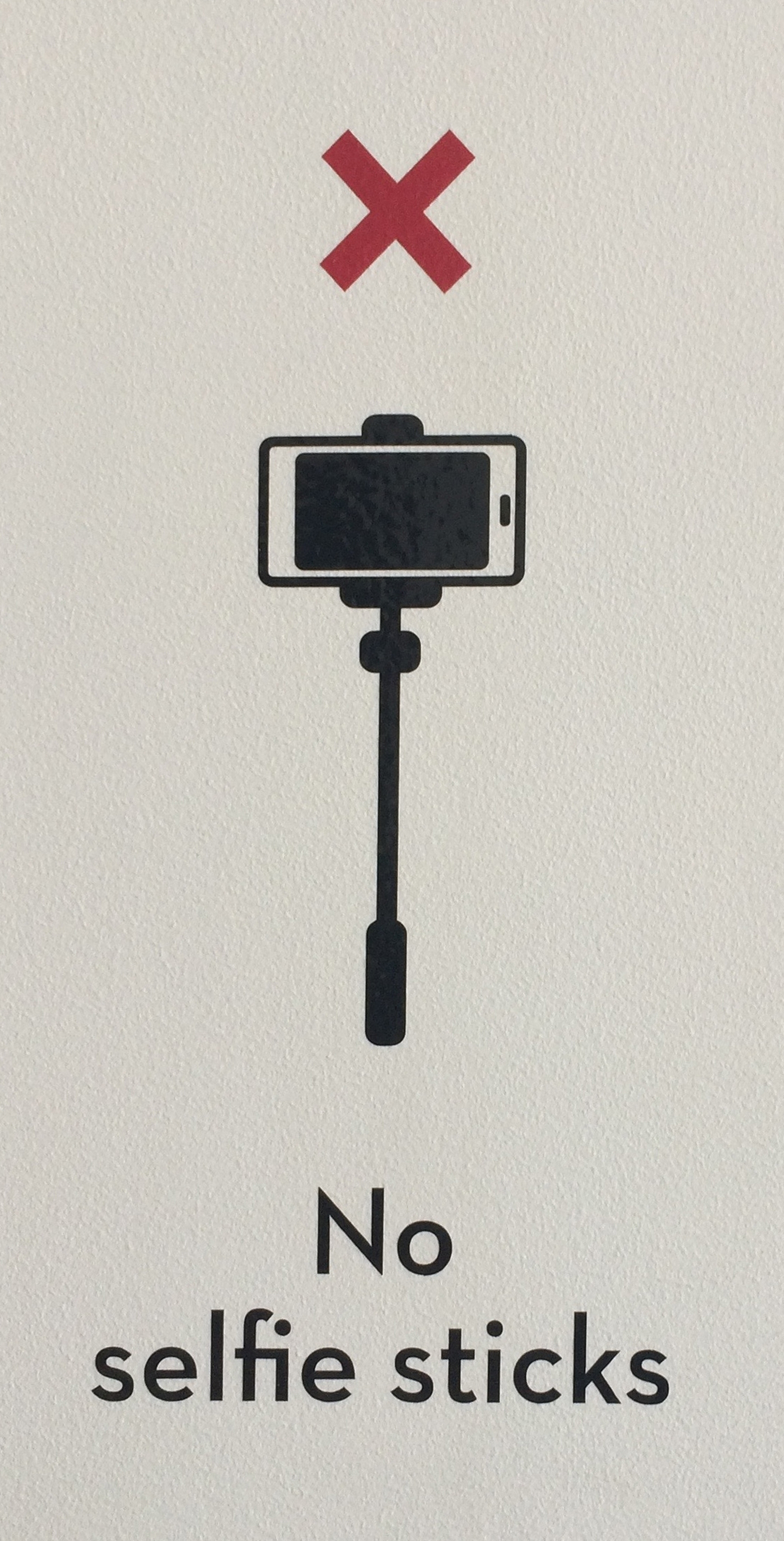
Một bảng cấm dùng gậy hỗ trợ việc chụp ảnh tại Museum of Brisbane, 2015

Các lệnh cấm và hạn chế về việc sử dụng gậy selfie đã được áp dụng tại một loạt các địa điểm công cộng nói chung vì lý do an toàn và bất tiện cho những người khác.
Một số địa điểm biểu diễn âm nhạc tại Úc  và Vương quốc Anh đã cấm việc sử dụng gậy selfie, cùng với một số lễ hội âm nhạc tại Hoa Kỳ. Các nhà tổ chức đã trích dẫn vai trò của chúng trong việc "ghi âm bất hợp pháp" của các ban nhạc, và các vấn đề bất tiện và an toàn cho đông đảo khán giả cùng xem.
Các gậy hỗ trợ chụp ảnh cũng đã bị cấm ở một số bảo tàng, phòng trưng bày  và di tích lịch sử  vì lo ngại về thiệt hại có thể xảy đến cho các tác phẩm nghệ thuật và các đối tượng khác.
Tại các công viên giải trí như Disney World, Walt Disney World Resort  và Six Flags, gậy chụp ảnh cũng bị cấm. Tại một số sân vận động, tour du lịch cũng bị cấm. Apple Worldwide Developers Conference của công ty Apple và Sân vận động Emirates tại Luân Đôn cũng cấm dùng gậy hỗ trợ.

## Hình ảnh

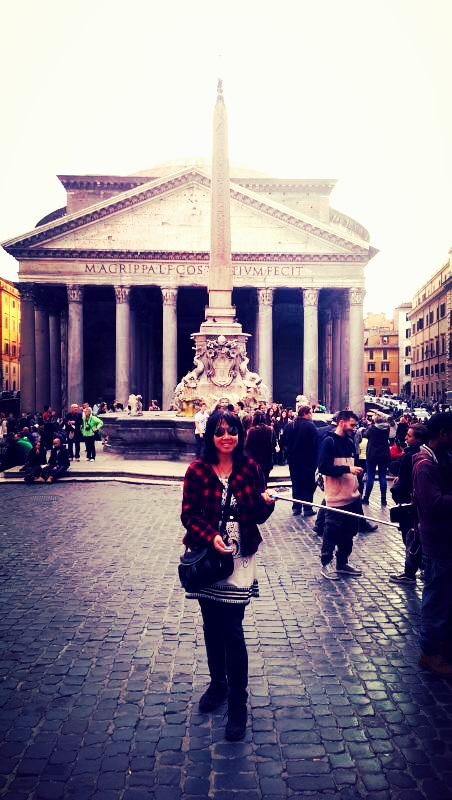
Một người đang dùng gậy hỗ trợ tự chụp ảnh
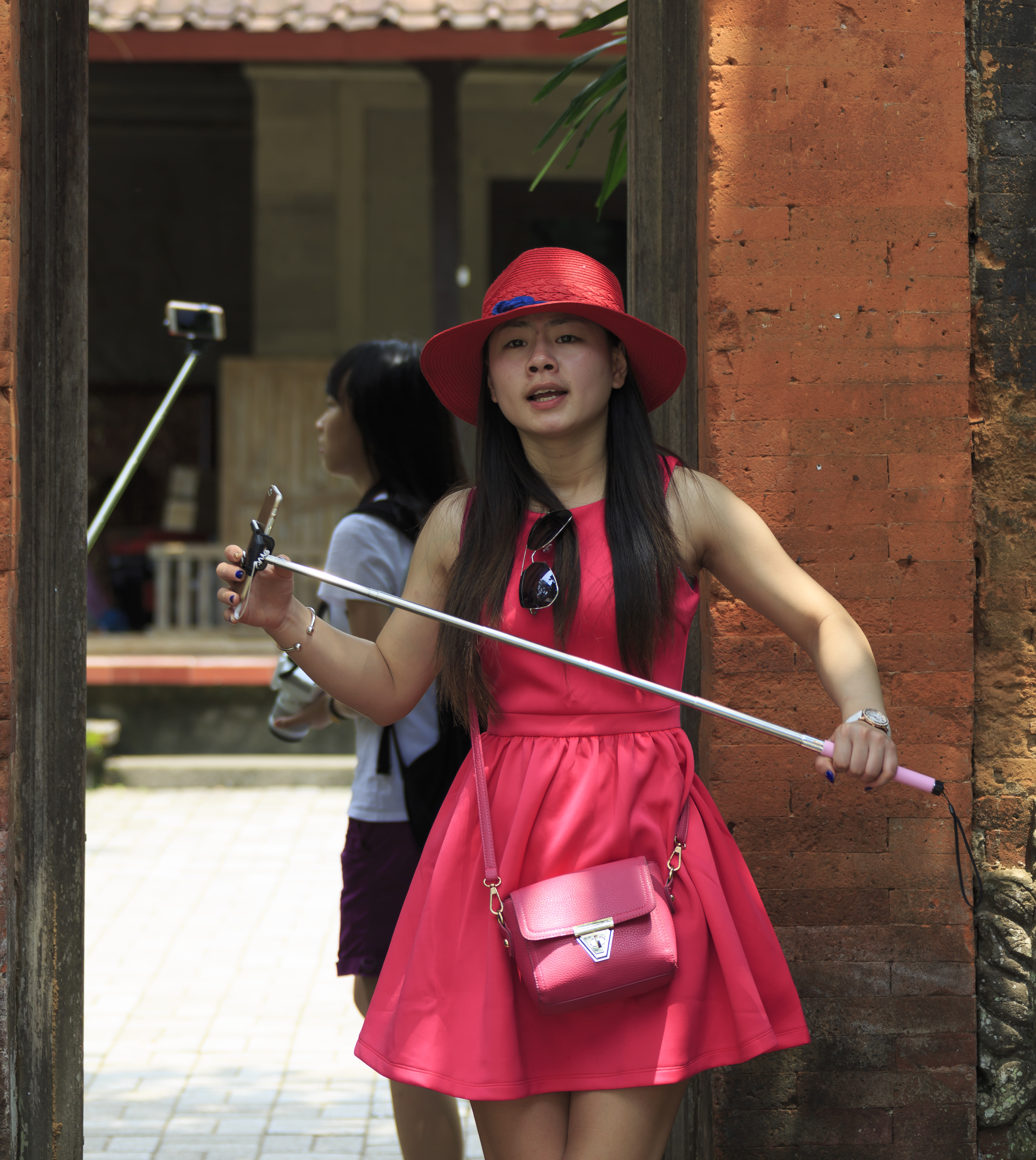
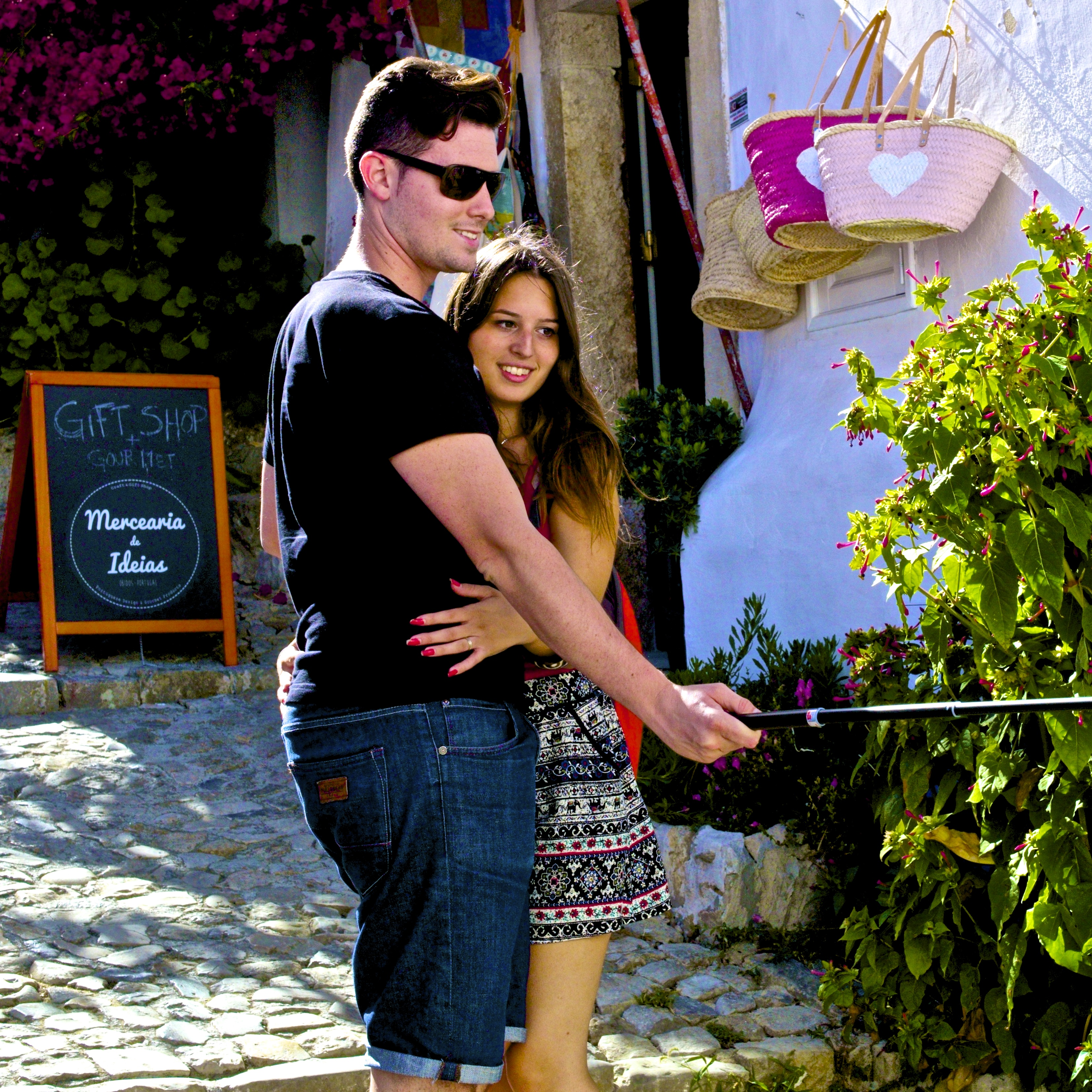